# Canal des Pangalanes
Canal des Pangalanes je průplav na východním pobřeží Madagaskaru. Vede z Toamasiny do Farafangany a jeho celková délka je uváděna jako 645 km nebo 654 km.
Název průplavu pochází z malgašského výrazu ampangalana, což znamená „místo, kde se naloďuje zboží“. Jeho stavbu inicioval francouzský koloniální administrátor Joseph Gallieni pro lepší kontrolu nad krajem Betsimisaraků. Doprava na východním pobřeží ostrova se až do konce devatenáctého století nemohla rozvíjet, neboť četné bažiny a jezírka komplikovaly stavbu silnic a plavba po oceánu byla nebezpečná kvůli útesům i častým cyklónům. Francouzi se proto rozhodli vybudovat chráněnou vnitrozemskou vodní cestu kopírující pobřeží, tvořenou systémem přirozených i umělých kanálů. Stavba byla zahájena v roce 1896, využívala nucené práce domorodců i dělníky najaté v Číně. Roku 1901 byl hotový první úsek z Toamasiny do Andevoranta a celé vodní dílo bylo otevřeno v roce 1904. 
Kanál byl rozšířen v letech 1949 až 1957, aby jej mohla používat plavidla s výtlakem do 30 tun. Po vyhlášení madagaskarské nezávislosti Canal des Pangalanes chátral a zarůstal vodními hyacinty, využívali ho především domorodí rybáři na pirogách. Splavná pro větší lodě je jen severní část průplavu od Toamasiny po Vatomandry, kde však představuje ekologické riziko ropná rafinerie. Od roku 2019 probíhají práce na vyčištění koryta, které umožní zvýšit hospodářský význam vodní cesty.
Canal des Pangalanes slouží také turistům k dopravě do přírodní rezervace Le Palmarium s lemury a ravenalami. Zajímavostí při plavbě na kanálu je gigantická pískovcová socha slona nedaleko Ambohitsary. V roce 1999 bylo otevřeno univerzitní plovoucí muzeum věnované historii průplavu. 